# Девятов, Владимир Петрович
Владимир Петрович Девятов (род. 17 сентября 1951, Челябинск) — советский хоккеист, нападающий, мастер спорта СССР международного класса.

## Биография
Владимир Девятов — воспитанник команды «Металлург» (Челябинск), за которую он начал играть в 1964 году. В сезоне 1969—1970 годов он выступал за команду мастеров «Трактор» (Челябинск). За один сезон выступлений за команду «Трактор» Владимир Девятов забросил 14 шайб в 41 матче чемпионата СССР.
В 1970—1981 годах Владимир Девятов выступал за команду «Динамо» (Москва), забросив 126 шайб в 363 матчах чемпионата СССР. За это время в составе своей команды он шесть раз становился серебряным призёром и три раза — бронзовым призёром чемпионата СССР, два раза — в 1975 и 1976 годах — был включён в список лучших хоккеистов сезона. Его партнёрами по тройке нападения в разные годы были Евгений Котлов, Михаил Титов, Анатолий Белоножкин, Сергей Меликов, Владимир Семёнов и Николай Варянов.
В составе московского «Динамо» Девятов принимал участие в Суперсерии 1979/1980 годов, в рамках которой ЦСКА и «Динамо» встречались с клубами Национальной хоккейной лиги. Сыграв во всех четырёх матчах «Динамо», он забросил две шайбы и сделал две голевые передачи.
Последний полноценный сезон провёл в составе минского «Динамо» в первой лиге. Также сыграл 3 матча за «Динамо-2» во второй лиге в сезоне 1989/90.
Выступал за вторую сборную СССР.

## Достижения
- Серебряный призёр чемпионата СССР — 1971, 1972, 1977, 1978, 1979, 1980[1].
- Бронзовый призёр чемпионата СССР — 1974, 1976, 1981[1].
- Обладатель Кубка СССР — 1972, 1976[3].
- Финалист Кубка СССР — 1974, 1979[3].
- Обладатель Кубка Стеклодувов — 1970[1].
- Обладатель Кубка Торонто — 1971[1].
- Обладатель Кубка Ахерна — 1975, 1976[1].